# Chorinaeus cristator
Chorinaeus cristator là một loài tò vò trong họ Ichneumonidae.